# Lippia origanoides
El orégano mexicano (Lippia origanoides) es una planta con flor perteneciente a la familia Verbenaceae. También se le conoce como yerba dulce de México, orégano del monte, romerillo de monte, oreganón u organillo loco.

## Clasificación y descripción
Es una planta arbustiva, que se caracteriza por ser muy aromática. Su crecimiento es de 0.70 a 2.5 m de altura. Hojas. De 1 a 3 cm de largo y de 0.5 a 1.5 de ancho, opuestas, alternas y de forma ovalada, enteras, dentadas, aserradas o lobadas de textura rugosa y con ligeras vellosidades. Inflorescencias en forma de cabezuelas, solitarias o numerosas, constituidas por muchas flores. Flor de color blanco, pequeñas, sésiles, naciendo en las axilas de brácteas conspicuas, sobrepuestas, algunas veces forma una cruz o son seriadas; cáliz pequeño, membranoso, generalmente comprimido o campanulado; corola zigomorfa, tubo cilíndrico, recto o curvo. Fruto. Los frutos son pequeñas cápsulas, secos, dentro de la cual se encuentran las semillas de color café.

## Distribución
En México se distribuye en 24 entidades. En los estados donde existe mayor concentración de especie es en; Baja California Sur, Coahuila, Chihuahua, Durango, Zacatecas, San Luis Potosí, Guanajuato, Jalisco, Guerrero, Hidalgo, Querétaro, Puebla, Morelos y Sonora.

## Hábitat
Es una planta característica del matorral xerófilo, crece y se desarrolla en temperaturas de 20 a 24 °C, no es exigente al agua ya que es suficiente una precipitación de 180 a 270 mm. Prospera sobre laderas y planicies en suelos con textura ligera. Se distribuye en un rango altitudinal de 0 hasta los 2 300 m s. n. m.. Esta especie se adapta a condiciones muy variadas de clima, preferentemente del tipo seco y semiseco. Prefiere suelos alcalinos, con pH de 7.3 a 8.5, en general pedregosos, de textura franco-arenosa. Las poblaciones de Lippia origanoides, del sur y sureste de México, se establecen en el bosque tropical caducifolio, en matorrales de cactáceas columnares, bosques de encino-enebro-Brahea y en selva mediana subcaducifolia. En las zonas tropicales más húmedas, se distribuye en la vegetación secundaria derivada del bosque tropical subperennifolio. En zonas más secas, es uno de los arbustos más comunes de la vegetación primaria.

## Estado de conservación
Es una especia que se recolecta de manera tradicional, en la actualidad, no existen datos de la cantidad real de orégano recolectado y comercializado, aunque se estima que más del 50 % que se vende se extrae sin control de las autoridades forestales. La recolección del orégano es una actividad temporal (dos meses) que ocupa a familias completas, las cuales, regidas por su propio criterio para explotación y comercialización del producto, con un efecto negativo en las poblaciones de planta, por lo cual es importante generar planes de manejo junto con las comunidades para que subsisten en la región y de esta forma asegurar la continuidad de esta actividad. A pesar de ser una especie de aprovechamiento en su estado silvestre, en México no se encuentra en ninguna categoría de protección de la NOM-059. Tampoco está en alguna categoría en la lista roja de la IUCN (International Union for Conservation of Nature). Ni en CITES (Convención sobre el Comercio Internacional de Especies Amenazadas de Fauna y Flora Silvestres).

## Taxonomía
Lippia origanoides fue descrita por Carl Sigismund Kunth y publicada en Nova Genera et Species Plantarum (quarto ed.) 2: 267, en 1818.

#### Etimología
Ver: Lippia
origanoides: epíteto que combina el nombre del género Origanum y el sufijo griego οιδες (-oides); "semejanza"; propiamente "semejante a Origanum", refiriéndose a la similitud en la apariencia de la planta con las especies de susodicho género.